# Kinds härads valkrets
Kinds härads valkrets var vid riksdagsvalen till andra kammaren 1866–1890 samt 1896–1905 en egen valkrets med ett mandat. Valkretsen, som omfattade Kinds härad, ingick vid riksdagsvalet 1893 Kinds och Redvägs häraders valkrets och avskaffades inför valet 1908 då denna valkrets återupprättades.

## Riksdagsmän
- Wilhelm Olivecreutz (1867–1869)
- Fredrik Norén, lmp 1870–1887, nya lmp 1888–1890 (1870–1890)
- Oskar Nylander, nya lmp (1891–1893)

Ingick 1894–1896 i Kinds och Redvägs häraders valkrets
- Oskar Nylander, lmp (1897–1908)

## Valresultat

### 1887 I
| Andrakammarvalet i Sverige 1887 I: Kinds härads valkrets | Andrakammarvalet i Sverige 1887 I: Kinds härads valkrets | Andrakammarvalet i Sverige 1887 I: Kinds härads valkrets | Andrakammarvalet i Sverige 1887 I: Kinds härads valkrets | Andrakammarvalet i Sverige 1887 I: Kinds härads valkrets |
| Kandidat                                                 | Kandidat                                                 | Röster                                                   | Röster                                                   | Röster                                                   |
| Kandidat                                                 | Kandidat                                                 | Antal                                                    | %                                                        | +− %                                                     |
| -------------------------------------------------------- | -------------------------------------------------------- | -------------------------------------------------------- | -------------------------------------------------------- | -------------------------------------------------------- |
|                                                          | Fredrik Norén (prot.)                                    | 32                                                       | 66,7                                                     |                                                          |
|                                                          | Magnus Redlund (frih.)                                   | 15                                                       | 31,2                                                     |                                                          |
|                                                          | Övriga kandidater                                        | 1                                                        | 2,1                                                      |                                                          |
| Antal giltiga röster                                     | Antal giltiga röster                                     | 48                                                       |                                                          |                                                          |
| Kasserade röster                                         | Kasserade röster                                         | 0                                                        |                                                          |                                                          |
| Totalt                                                   | Totalt                                                   | 48                                                       |                                                          |                                                          |

Valet ägde rum den 26 april 1887. Valdeltagandet var 33,4% vid valet av elektorerna som sedan valde riksdagsmannen. 

### 1887 II
| Andrakammarvalet i Sverige 1887 II: Kinds härads valkrets | Andrakammarvalet i Sverige 1887 II: Kinds härads valkrets | Andrakammarvalet i Sverige 1887 II: Kinds härads valkrets | Andrakammarvalet i Sverige 1887 II: Kinds härads valkrets | Andrakammarvalet i Sverige 1887 II: Kinds härads valkrets |
| Kandidat                                                  | Kandidat                                                  | Röster                                                    | Röster                                                    | Röster                                                    |
| Kandidat                                                  | Kandidat                                                  | Antal                                                     | %                                                         | +− %                                                      |
| --------------------------------------------------------- | --------------------------------------------------------- | --------------------------------------------------------- | --------------------------------------------------------- | --------------------------------------------------------- |
|                                                           | Fredrik Norén (NL)                                        | 39                                                        | 84,8                                                      | ▲18,1                                                     |
|                                                           | Magnus Redlund (frih.)                                    | 5                                                         | 10,9                                                      | ▼20,3                                                     |
|                                                           | Oskar Nylander (prot.)                                    | 2                                                         | 4,3                                                       |                                                           |
| Antal giltiga röster                                      | Antal giltiga röster                                      | 46                                                        |                                                           |                                                           |
| Kasserade röster                                          | Kasserade röster                                          | 0                                                         |                                                           |                                                           |
| Totalt                                                    | Totalt                                                    | 46                                                        |                                                           |                                                           |

Valet ägde rum den 27 september 1887. Valdeltagandet var 20,7% vid valet av elektorerna som sedan valde riksdagsmannen. 

### 1890
| Andrakammarvalet i Sverige 1890: Kinds härads valkrets | Andrakammarvalet i Sverige 1890: Kinds härads valkrets | Andrakammarvalet i Sverige 1890: Kinds härads valkrets | Andrakammarvalet i Sverige 1890: Kinds härads valkrets | Andrakammarvalet i Sverige 1890: Kinds härads valkrets |
| Kandidat                                               | Kandidat                                               | Röster                                                 | Röster                                                 | Röster                                                 |
| Kandidat                                               | Kandidat                                               | Antal                                                  | %                                                      | +− %                                                   |
| ------------------------------------------------------ | ------------------------------------------------------ | ------------------------------------------------------ | ------------------------------------------------------ | ------------------------------------------------------ |
|                                                        | Oskar Nylander (NL)                                    | 24                                                     | 53,3                                                   | ▲49,0                                                  |
|                                                        | Ragnar Thomæus (prot.)                                 | 9                                                      | 20,0                                                   |                                                        |
|                                                        | Gustaf Nyberg                                          | 5                                                      | 11,1                                                   |                                                        |
|                                                        | Övriga kandidater                                      | 7                                                      | 15,6                                                   |                                                        |
| Antal giltiga röster                                   | Antal giltiga röster                                   | 45                                                     |                                                        |                                                        |
| Kasserade röster                                       | Kasserade röster                                       | 0                                                      |                                                        |                                                        |
| Totalt                                                 | Totalt                                                 | 45                                                     |                                                        |                                                        |

Valet ägde rum den 1 september 1890. Valdeltagandet var 21,2% vid valet av elektorerna som sedan valde riksdagsmannen. 

### 1896
| Andrakammarvalet i Sverige 1896: Kinds härads valkrets | Andrakammarvalet i Sverige 1896: Kinds härads valkrets | Andrakammarvalet i Sverige 1896: Kinds härads valkrets | Andrakammarvalet i Sverige 1896: Kinds härads valkrets | Andrakammarvalet i Sverige 1896: Kinds härads valkrets |
| Kandidat                                               | Kandidat                                               | Röster                                                 | Röster                                                 | Röster                                                 |
| Kandidat                                               | Kandidat                                               | Antal                                                  | %                                                      | +− %                                                   |
| ------------------------------------------------------ | ------------------------------------------------------ | ------------------------------------------------------ | ------------------------------------------------------ | ------------------------------------------------------ |
|                                                        | Oskar Nylander (L, prot.)                              | 457                                                    | 79,8                                                   |                                                        |
|                                                        | August Levan (prot.)                                   | 47                                                     | 8,2                                                    |                                                        |
|                                                        | Lars Edman (frisinnad)                                 | 38                                                     | 6,6                                                    |                                                        |
|                                                        | Alfred Jönsson (moderat)                               | 16                                                     | 2,8                                                    |                                                        |
|                                                        | Johan Johansson (kons.)                                | 8                                                      | 1,4                                                    |                                                        |
|                                                        | Övriga kandidater                                      | 7                                                      | 1,2                                                    |                                                        |
| Antal giltiga röster                                   | Antal giltiga röster                                   | 573                                                    |                                                        |                                                        |
| Kasserade röster                                       | Kasserade röster                                       | 1                                                      |                                                        |                                                        |
| Totalt                                                 | Totalt                                                 | 574                                                    |                                                        |                                                        |

Valet ägde rum den 18 september 1896. Valdeltagandet var 33,8%.

### 1899
| Andrakammarvalet i Sverige 1899: Kinds härads valkrets | Andrakammarvalet i Sverige 1899: Kinds härads valkrets | Andrakammarvalet i Sverige 1899: Kinds härads valkrets | Andrakammarvalet i Sverige 1899: Kinds härads valkrets | Andrakammarvalet i Sverige 1899: Kinds härads valkrets |
| Kandidat                                               | Kandidat                                               | Röster                                                 | Röster                                                 | Röster                                                 |
| Kandidat                                               | Kandidat                                               | Antal                                                  | %                                                      | +− %                                                   |
| ------------------------------------------------------ | ------------------------------------------------------ | ------------------------------------------------------ | ------------------------------------------------------ | ------------------------------------------------------ |
|                                                        | Oskar Nylander                                         | 305                                                    | 71,8                                                   | ▼8,0                                                   |
|                                                        | Alfred Jönsson (moderat)                               | 80                                                     | 18,8                                                   | ▲16,0                                                  |
|                                                        | Övriga kandidater                                      | 40                                                     | 9,4                                                    |                                                        |
| Antal giltiga röster                                   | Antal giltiga röster                                   | 425                                                    |                                                        |                                                        |
| Kasserade röster                                       | Kasserade röster                                       | 3                                                      |                                                        |                                                        |
| Totalt                                                 | Totalt                                                 | 428                                                    |                                                        |                                                        |

Valet ägde rum den 31 augusti 1899. Valdeltagandet var 23,9%.

### 1902
| Andrakammarvalet i Sverige 1902: Kinds härads valkrets | Andrakammarvalet i Sverige 1902: Kinds härads valkrets | Andrakammarvalet i Sverige 1902: Kinds härads valkrets | Andrakammarvalet i Sverige 1902: Kinds härads valkrets | Andrakammarvalet i Sverige 1902: Kinds härads valkrets |
| Kandidat                                               | Kandidat                                               | Röster                                                 | Röster                                                 | Röster                                                 |
| Kandidat                                               | Kandidat                                               | Antal                                                  | %                                                      | +− %                                                   |
| ------------------------------------------------------ | ------------------------------------------------------ | ------------------------------------------------------ | ------------------------------------------------------ | ------------------------------------------------------ |
|                                                        | Oskar Nylander                                         | 254                                                    | 93,4                                                   | ▲21,6                                                  |
|                                                        | Närmaste kandidat                                      | 6                                                      | 2,2                                                    |                                                        |
|                                                        | Övriga kandidater                                      | 12                                                     | 4,4                                                    |                                                        |
| Antal giltiga röster                                   | Antal giltiga röster                                   | 272                                                    |                                                        |                                                        |
| Kasserade röster                                       | Kasserade röster                                       | 1                                                      |                                                        |                                                        |
| Totalt                                                 | Totalt                                                 | 273                                                    |                                                        |                                                        |

Valet ägde rum den 6 september 1902. Valdeltagandet var 15,2%.

### 1905
| Andrakammarvalet i Sverige 1908: Kinds härads valkrets | Andrakammarvalet i Sverige 1908: Kinds härads valkrets | Andrakammarvalet i Sverige 1908: Kinds härads valkrets | Andrakammarvalet i Sverige 1908: Kinds härads valkrets | Andrakammarvalet i Sverige 1908: Kinds härads valkrets |
| Kandidat                                               | Kandidat                                               | Röster                                                 | Röster                                                 | Röster                                                 |
| Kandidat                                               | Kandidat                                               | Antal                                                  | %                                                      | +− %                                                   |
| ------------------------------------------------------ | ------------------------------------------------------ | ------------------------------------------------------ | ------------------------------------------------------ | ------------------------------------------------------ |
|                                                        | Oskar Nylander                                         | 701                                                    | 90,5                                                   | ▼2,9                                                   |
|                                                        | Carl Sundbeck (fris.)                                  | 69                                                     | 8,9                                                    |                                                        |
|                                                        | Övriga kandidater                                      | 5                                                      | 0,6                                                    |                                                        |
| Antal giltiga röster                                   | Antal giltiga röster                                   | 775                                                    |                                                        |                                                        |
| Kasserade röster                                       | Kasserade röster                                       | 4                                                      |                                                        |                                                        |
| Totalt                                                 | Totalt                                                 | 779                                                    |                                                        |                                                        |

Valet ägde rum den 10 september 1905. Valdeltagandet var 40,1%.